# Wega (Messe)
Die Wega in Weinfelden ist eine Thurgauer-Herbstmesse, welche für Konzerte, Theateraufführungen, Kino und andere kulturelle Events genutzt wird. Sie wird seit 1952 jährlich Ende Sommer in Weinfelden durchgeführt und dauert ungefähr eine Woche.
Die Messe wird von ca. 100.000 Zuschauern besucht. 2023 waren es ca. 140.000 Besucher. Zwischen 400 und 500 Aussteller stellen auf 16.000 m² aus.

## Geschichte
Die erste Wega wurde am Samstag, dem 27. September 1952 vom   Weinfelder Gemeindeammann Bornhauser eröffnet. Damals war es eine einfache Gewerbemesse , «ein fröhlicher Markt mit 80 originellen Ständen».

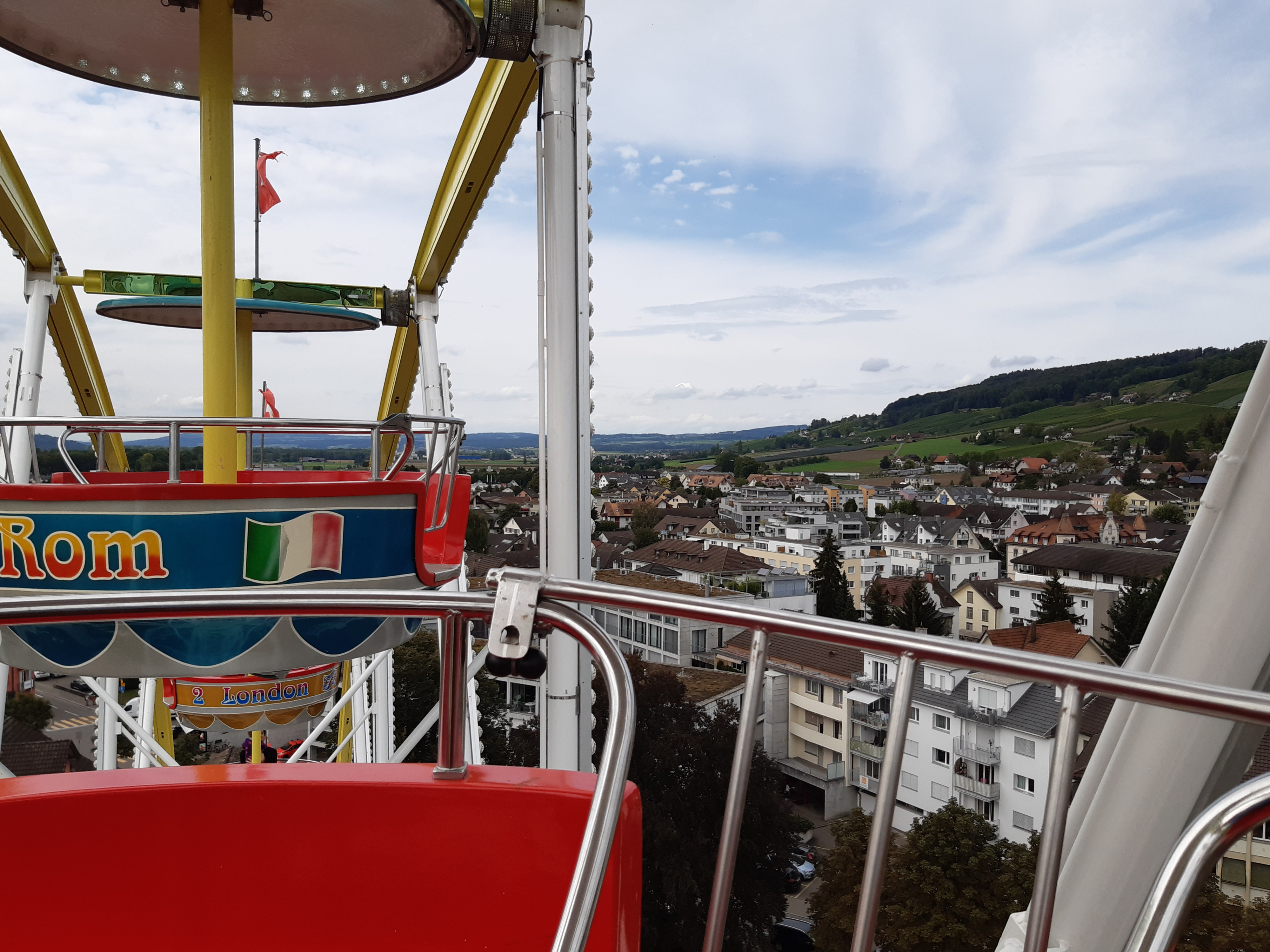
Riesenrad an der Wega in Weinfelden

Die Wega ist nach der Thurgauer Zeitung grösste Thurgauer Messe, nach Eigenangaben die zweitgrösste Messe in der Ostschweiz und findet jährlich in Weinfelden im Kanton Thurgau statt. Am Anfang bot das Fest landwirtschaftliche Ausstellungen und Verkaufsstände. Im Laufe der Jahre wuchs es durchgehend und wurde zu einem Treffpunkt für die gesamte Region. Besonders in den 1970er Jahren erlebte die Wega eine bedeutende Erweiterung. Modernere Themen wie Fahrgeschäfte, Live-Musik und Unterhaltungen durch Bands kamen hinzu. Diese Weiterentwicklungen machten das Fest zunehmend zu einem Event (Veranstaltung), das nicht nur die ländliche Gemeinschaft feierte, sondern auch moderne Trends und Entwicklungen zur Verfügung stellt. Über die Jahre hinweg zog die Wega immer mehr Besucher an, sowohl aus Weinfelden und Umgebung als auch aus anderen Teilen der Schweiz. Heute ist die Wega eine Mischung aus traditionellen Festlichkeiten und moderner Unterhaltung. Zahlreiche Verkaufsstände bieten Produkte aus der Region, und die Besucher können sich an Fahrgeschäften und Karussells erfreuen. Musik und Live-Acts sorgen für Stimmung, und es finden immer wieder sportliche Wettbewerbe und Mitmach-Aktivitäten statt.

## Themen

### Schwerpunkt der Wega
Der Schwerpunkt der WEGA liegt auf einer vielseitigen Ausstellung aus den Bereichen Wirtschaft, Handel, Landwirtschaft, Konsumgüter und Lifestyle. Unternehmen aus der Region präsentieren ihre Produkte, darunter Technik, Mode und Möbel. Ein weiterer Fokus (Schwerpunkt) ist das kulinarische Angebot mit regionalen und internationalen Spezialitäten.

### Brauchtümer

#### Thurgauer Apfelkönigin
Die WEGA-Messe in Weinfelden ist stark mit regionalen Bräuchen verbunden. Ein zentrales Highlight ist die Wahl der Thurgauer Apfelkönigin, die den Apfelanbau in der Region feiert und die lokale Landwirtschaft repräsentiert. Diese Tradition ist seit vielen Jahren ein fester Bestandteil der Messe.

#### Seifenkistenrennen
Zudem findet jedes zweite Jahr ein Seifenkistenrennen statt. Bei diesem Wettbewerb treten Teilnehmer mit selbstgebauten Seifenkisten aus der ganzen Schweiz gegeneinander an. Die Strecke führt durch die Innenstadt von Weinfelden und sorgt für spannende Rennen. Das Event ist offen für alle, die ihre eigenen Kisten anmelden und daran teilnehmen möchten. Das Seifenkistenrennen ist ein beliebtes Highlight der Messe und zieht jedes Mal zahlreiche Besucher an. Das Rennen wird von der Jungwacht in Weinfelden organisiert.

### Sonderschauen
Die Wega in Weinfelden bietet regelmässig Sonderschauen , die besondere Themen und regionale Highlights präsentieren. Ein Beispiel ist die „Thurgauer Landwirtschaftsschau“, die Entwicklungen und Neuerfindungen in der Landwirtschaft zeigt. Besucher können hier neue Techniken und Produkte entdecken oder erlernen.
Eine weitere Sonderschau ist die „Handwerks- und Kunstschau“, die lokale Künstler und Handwerker vorstellt. Diese Ausstellungen bieten einen Einblick in die regionalen handgefertigten Produkte.

### Besucherkantone
Die WEGA empfängt jährlich einen Besucherkanton, welcher seine regionalen Besonderheiten präsentiert. Dieser Kanton stellt sich mit einem eigenen Stand vor, um lokale Unternehmen, Produkte, Dienstleistungen und kulturelle Highlights vorzustellen.
Im Jahr 2023 war der Kanton Aargau als Besucherkanton vertreten. Unter dem Motto „Aargau – Innovation und Tradition vereint“ zeigte der Kanton eine Mischung aus innovativen Unternehmen, regionalen Spezialitäten und kulturellen Angeboten. Besonders in den Bereichen Industrie und Technologie stach der Aargau hervor, aber auch traditionelle Produkte und die landschaftliche Schönheit fanden Platz. Die Wega 2023 bot den Besuchern eine Gelegenheit, die wirtschaftliche und kulturelle Vielfalt des Aargaus zu entdecken.

### Absagen
Die Wega-Messe in Weinfelden wurde 2020 und 2021 aufgrund der COVID-19-Pandemie abgesagt.  2022 wurde die Messe in regulärer Form durchgeführt.